# Динамо (футбольный клуб, Ереван)
«Дина́мо» Ереван (арм. Ֆուտբոլային Ակումբ „Դինամո“ Երևան) — армянский футбольный клуб из города Ереван, основанный в 1936 году.

## Названия
- 1936—1937 — «Динамо».
- 1992—1998 — «Динамо».
- 1998 — «Динамо-Энерго».
- 1999—2007 — «Динамо».

## История
Клуб являлся одним из старейших в стране. Он был основан в 1936 году и входил в спортивное общество «Динамо». На основе данного общества было образовано множество команд в городах Советского Союза.
В следующем году «Динамо» дебютировало в союзном Кубке и Первенстве. В Кубке СССР-1937 в первом же раунде клуб потерпел поражение от бакинского «Нефтяника». В чемпионате же (в группе «Д») ситуация была иная, благо соперники были равны, и команда стала третьим призёром в своей группе.
В 1938 году ереванские клубы «Динамо» и «Спартак» (ныне «Арарат») объединились в один клуб «Динамо». Таким образом, «Спартак», ставший «Динамо», продолжил традиции клуба, будучи впоследствии снова переименованным в «Спартак» (после сезона 1953 года), а затем (в 1963 году) и в «Арарат». А «Динамо» через некоторое время исчезло с футбольной карты страны на долгие годы.
При этом, в ряде сезонов первенства и кубка СССР (в частности в сезонах 1946—1949 первенства, кубке 1947) участвовали одновременно «Динамо» и «Спартак». В 1949 и 1950 годах команда под названием «Динамо» играла в высшей лиге (называвшейся в 1949 году — первая группа, в 1950 — Класс «А»), после чего, в 1951, 1952, 1953 годах — в первой лиге (тогда — Класс «Б»).
После получения независимости Армении, клуб был возрождён в 1992 году и участвовал в соревнованиях Первой лиги. В сезоне-1994 игравший в то время за клуб Тигран Есаян с 30-ю голами стал лучшим бомбардиром Первой лиги.
В 1998 году клуб был переименован в «Динамо-Энерго». Данное название сохранилось ненадолго — с 1999 года он стал выступать под прежним названием. В том же сезоне команда впервые завоёвывает малые золотые медали чемпионата. В 2000 году клуб дебютировал в Премьер-лиге.
Это было первое участие команды на высшем уровне, но довольствоваться этим пришлось лишь сезон, так как клуб финишировал 8-м, последним. Более того, из-за несогласия с действиями ФФА, «Динамо» вместе с «Микой» и «Звартноцем-ААЛ» бойкотировали матчи двух последних туров. В связи с чем команды были сняты с чемпионата, а их места в турнирной таблице оказались условными. В первой лиге-2000 играла команда «Динамо-2», выступившая, наряду с главной командой, и в Кубке Армении.
Последовало понижение. В сезоне-2002 «Динамо» в Первенстве принимало соперников в городе Егвард, а с 2003 года вновь вернулось в Ереван. В сезоне-2006 «Динамо» заняло 5-е место и участвовало в переходном матче за вторую путёвку в Премьер-лигу с ереванским «Улиссом», но проиграло 2:4 и продолжило выступление в Первой лиге.
В 2007 году клуб занял 4-е место, которое давало возможность вновь (на этот раз — напрямую) выйти в Премьер-лигу. Связано это было с тем, что места выше заняли фарм-клубы команд Премьер-лиги. Лучшим бомбардиром лиги в сезоне стал Артур Барсегян. Однако вместо выхода в элиту клуб был расформирован.

## Достижения

### Национальные чемпионаты
- СССР

Чемпион Армянской ССР (6)1936, 1937, 1946, 1947, 1948, 1949
- Армения

Чемпион Первой лиги (1)1999

### Достижения игроков
- Лучшие бомбардиры сезона:
  - 1994 — Тигран Есаян (30) (в первой лиге)
  - 2007 — Артур Барсегян (15) (в первой лиге)

## Статистика выступлений

### Чемпионат и Кубок Армении
| Сезон | Лига         | Место | И  | В  | Н | П  | М      | +/- | О  | Бомбардиры                        | Кубок | Примечания |
| --- | ------------ | ----- | -- | -- | - | -- | ------ | --- | -- | --------------------------------- | ----- | --- |
| 1992 | Первая лига  | 8     | 18 | 2  | 8 | 8  | 20-27  | -7  | 12 | ?                                 | н/у   | - |
| 1992 | Первая лига  | 16    | 26 | 8  | 9 | 9  | 38-42  | -4  | 25 | ?                                 | н/у   | - |
| 1993 | Первая лига  | 6     | 20 | 9  | 3 | 8  | 30-21  | 9   | 21 | ?                                 | н/у   | |
| 1994 | Первая лига  | 4     | 18 | 9  | 5 | 4  | 49-31  | 18  | 23 | Тигран Есаян (30)                 | н/у   | |
| 1995 | Первая лига  | 2     | 12 | 7  | 3 | 2  | 40-12  | 28  | 24 | ?                                 | 1/8   | |
| 1995/96 | Первая лига  | 11    | 22 | 6  | 4 | 12 | 27-38  | -11 | 22 | ?                                 | 1/16  | |
| 1996/97 | Первая лига  | 8     | 22 | 7  | 4 | 11 | 23-41  | -18 | 25 | ?                                 | 1/8   | |
| 1997 | Первая лига  | 5     | 16 | 4  | 2 | 10 | 18-47  | -29 | 14 | ?                                 | н/у   | |
| 1998 | Первая лига  | 10    | 24 | 6  | 1 | 17 | 26-65  | -39 | 19 | ?                                 | 1/8   | |
| 1999 | Первая лига  | 1     | 16 | 13 | 0 | 3  | 40-14  | 26  | 39 | ?                                 | 1/8   | |
| 2000 | Премьер-лига | 8     | 28 | 1  | 4 | 23 | 19-78  |     | 7  | Вардан Бичахчян (4) Сурен Чахалян | 1/4   | Домашние матчи клуб проводил в Абовяне. Из-за несогласия с действиями ФФА клуб бойкотировал матчи двух последних туров, в связи с чем он был снят с чемпионата, и его место в итоговой таблице — условное |
| 2001 | Первая лига  | 5     | 24 | 13 | 0 | 11 | 65-44  | 21  | 39 | ?                                 | н/у   | |
| 2002 | Первая лига  | 14    | 30 | 4  | 4 | 22 | 26-114 | -88 | 16 | ?                                 | 1/8   | Домашние матчи клуб проводил в Егварде |
| 2003 | Первая лига  | 8     | 22 | 9  | 4 | 9  | 29-44  | -15 | 31 | Агарон Мкоян (11)                 | 1/8   | |
| 2004 | Первая лига  | 12    | 30 | 9  | 1 | 20 | 52-72  | -20 | 28 | Агарон Мкоян (16)                 | 1/8   | Домашние матчи клуб проводил в Арарате |
| 2005 | Первая лига  | 10    | 24 | 6  | 3 | 15 | 26-56  | -30 | 18 | Леонид Авдишоев (6)               | н/у   | С клуба снято 3 очка за неуплату штрафа в срок |
| 2006 | Первая лига  | 5     | 18 | 9  | 4 | 5  | 36-34  | 2   | 31 | Айказ Баграмян (7)                | н/у   | |
| 2007 | Первая лига  | 4     | 21 | 10 | 3 | 8  | 47-38  | 9   | 33 | Артур Барсегян (15)               | 1/8   | Домашние матчи клуб проводил в Аштараке. После завершения Первенства клуб был расформирован |
| В 2000 году в первой лиге играла команда «Динамо-2» (заняла 6-е место из 9), принявшая участие и в Кубке Армении. |              |       |    |    |   |    |        |     |    |                                   |       | |

## Главные тренеры
- Ашот Киракосян (? — 2000)
- Рафаэл Галустян (2000 — ?)
- Севада Арзуманян (2006 — 2007)